# Сообщение с Алеут (фильм)
«Сообщение с Алеутских островов» (англ. Report from the Aleutians) — американский документальный фильм режиссёра Джона Хьюстона об одной из миссий американских войск на Алеутских островах. Премьера фильма состоялась 18 июня 1943 года в Нью-Йоркском музее современного искусства.

## Сюжет
Остров Адак, Алеутские острова, 1943 год, Вторая мировая война. ВВС Армии США выполняют миссию по уничтожению японцев, оккупировавших остров Кыска. Главные действующие лица — члены экипажей бомбардировщиков B-17 и B-24.

## В боях участвовали
- Майор Милтон Эшкин — лётчик-истребитель ВВС США
- Лейтенант Лайл Э. Бин — лётчик-истребитель ВВС США
- Полковник Джек Ченно — лётчик-истребитель ВВС США
- Полковник К. М. МакКоракл — коммандер ВВС США
- Полковник Уильям Принс — коммандер ВВС США
- Лейтенант Джордж Рэйдл — лётчик-истребитель ВВС США
- Лейтенант Генри Дж. Стренковски — лётчик-истребитель ВВС США

## Над фильмом работали
- Режиссёр: Джон Хьюстон (нет в титрах)
- Операторы (нет в титрах): Джулс Бак, Фриман Коллинз, Герман Крэбтри, Базз Элсуорт, Рей Скотт
- Композитор: Дмитрий Тёмкин (нет в титрах)
- Монтажёр: Джон Хьюстон (нет в титрах)
- Текст читает: Джон Хьюстон
- Актёр озвучивания: Уолтер Хьюстон

## Награды и номинации
- 1943 — Специальный приз Сообщества кинокритиков Нью-Йорка[1]
- 1944 — Номинация на премию «Оскар» за лучший документальный полнометражный фильм[2]